# Guatemala-Stad
Guatemala-Stad (Spaans: Ciudad de Guatemala, volledige naam: La Nueva Guatemala de la Asunción) is de hoofdstad van het gelijknamige departement en van het gelijknamige land met een totale bevolking van 995 000 mensen (2,8 miljoen inclusief voorsteden). De stad is al meer dan 200 jaar de onbetwiste administratieve, economische en culturele hoofdstad van het land met agrarische handelsproducten zoals koffie, zeep en bananen. Met de ligging op 1 500 m boven zeeniveau is het de hoogste hoofdstad van Centraal-Amerika. De stad groeit exponentieel: werkzoekenden komen uit de omringende steden en dorpen toegestroomd. De stad ligt in een hooggelegen vallei, waardoor luchtvervuiling vaak in de stad blijft hangen. De huidige burgemeester van de stad is Ricardo Quiñones, in 2018 aangetreden als opvolger van voormalig president Álvaro Arzú.

## Geschiedenis
De restanten van Mayastad Kaminaljuyu bevinden zich binnen de stadsgrenzen. In de beginperiode van de Spaanse kolonisatie was het een kleine stad genaamd El Carmen. Toen een aardbeving Antigua Guatemala, de voormalige hoofdstad van Guatemala, in 1775 vernietigde, werd de hoofdstad door de Spanjaarden verplaatst naar het hedendaagse Guatemala-Stad. Vele kunstschatten uit de kerken van Antigua zijn toen verplaatst naar de nieuwe kerken in Guatemala-Stad. Ook werd er meteen een universiteit gebouwd. In de 19e eeuw was de stad de hoofdstad van de Verenigde Staten van Centraal-Amerika.

## Instellingen
Guatemala-stad huisvest naast allerlei andere overheidsinstellingen ook de grootste universiteit, de Universidad de San Carlos, in 1676 gesticht in de toenmalige hoofdstad, Santiago de los Caballeros (Antigua). Van na 1960 dateren enkele andere belangrijke, particuliere universiteiten: de Universidad Rafael Landívar, Universidad Francisco Marroquín, en Universidad del Valle.

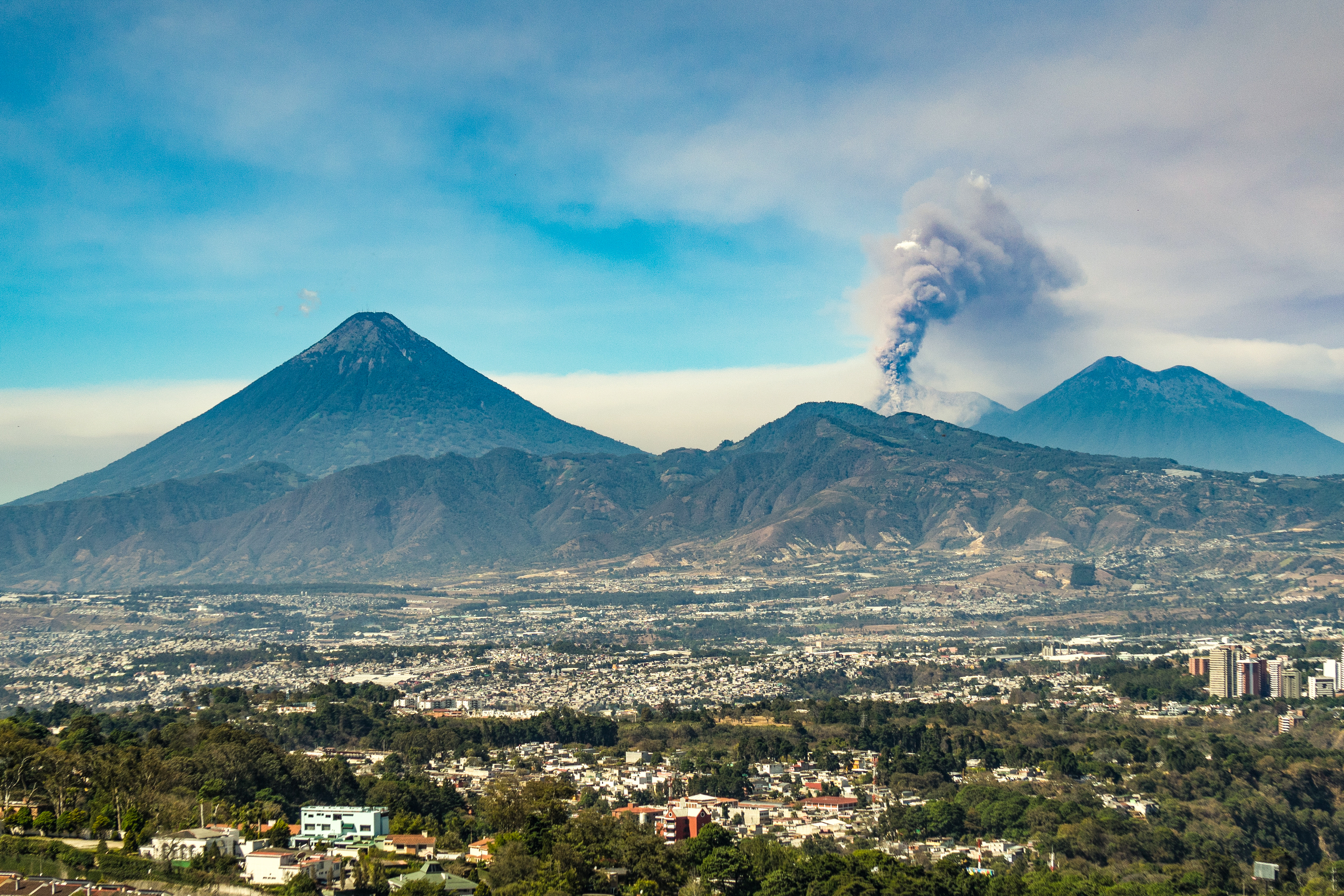
Guatemala-Stad met de vulkanen Agua, Fuego en Acatenango op de achtergrond

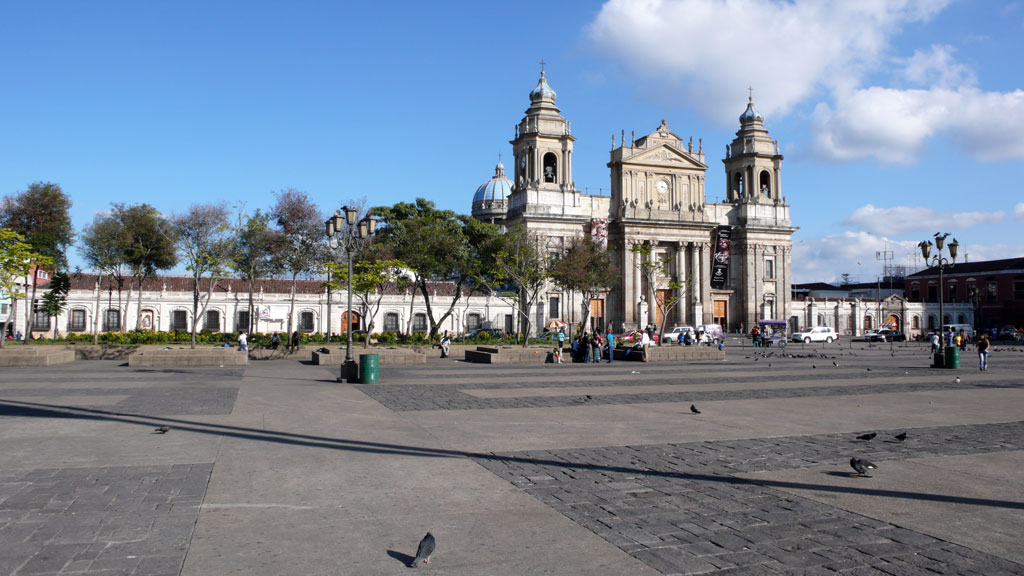
Kathedraal van Guatemala

## Indeling
De stad is ingedeeld in zones (Spaans: zona) welke vaak een schaakbordpatroon hebben. Zone 1 is het historische centrum met de kathedraal, het Nationaal Paleis en diverse bezienswaardigheden. In zone 10 bevinden zich de meeste ambassades, dure winkels en bedrijven. Het vliegveld La Aurora ligt in zone 13 in het zuiden van de stad op ongeveer 5 km van het centrum. De stad heeft een buitengewoon slechte reputatie op het gebied van veiligheid. In bepaalde zones vinden regelmatig moorden plaats die vaak te maken hebben met de bendes (maras). Zakkenrollers komen veel voor, ook in het openbaar vervoer van de stad.

## Geologie
Tussen 1830 en 1976 is Guatemala-Stad vier keer door een zware aardbeving getroffen. Als gevolg hiervan zijn gebouwen met meer dan twee etages verboden. Ten zuiden van de stad bevindt zich de actieve vulkaan Pacaya. Bij zware uitbarstingen kan het vliegverkeer hinder ondervinden. In 2007 en in 2010 ontstonden midden in de stad enorme diepe gaten, lijkend op zinkgaten.

## Bezienswaardigheden
Belangrijke bezienswaardigheden van de stad zijn:
- Museum Popol Vuh (grote verzameling Maya-oudheden)
- Nationaal Museum voor Antropologie en Etnologie
- Museum voor Moderne Kunst (met o.a. werk van Carlos Mérida}
- Museum Ixchel (verzameling traditionele Mayakleding en -stoffen)
- Museum Miraflores (met het weinige dat van Kaminaljuyu is overgebleven)
- Palacio Nacional
- Kerk van La Merced (met kapel voor Sint Judas)
- Dierentuin bij La Aurora

## Zustersteden
- Santa Cruz de Tenerife (Spanje)

## Bekende inwoners van Guatemala-Stad

### Geboren
- Miguel Ángel Asturias (1899–1974), schrijver, diplomaat en Nobelprijswinnaar (1967)
- Álvaro Arzú (1946-2018), president van Guatemala (1996–2000)
- Óscar Berger (1946), president van Guatemala (2004–2008)
- Otto Pérez Molina (1950), president van Guatemala (2012–2015)
- Álvaro Colom (1951-2023), president van Guatemala (2008–2012)
- Alejandro Giammattei (1956), president van Guatemala (2020–heden)
- Norma Cruz (1962), mensenrechtenactiviste
- Zury Ríos Sosa (1968), politica
- Jimmy Morales (1969), president van Guatemala (2016–2020)
- Regina José Galindo (1974), bodyart- en performancekunstenaar
- Dwight Pezzarossi (1979), voetballer
- Carlos Ruíz (1979), voetballer
- Gaby Moreno (1981), zangeres